# Zmije skvrnitá
Zmije skvrnitá (Vipera aspis), dříve též zmije jurská či zmije západní, je druh jedovatého hada z čeledi zmijovitých. Žije v jihozápadní Evropě. Dosahuje nejčastěji délky 60 až 70 cm. Má jako mnohé další evropské zmije z rodu Vipera charakteristickou tmavou klikatou čáru na hřbetu, ta však většinou není celistvá a může vytvářet pruhy a skvrny. Živí se především malými obratlovci (hlodavci, ještěrkami, ptáky, menšími hady). Její jed způsobuje značnou bolest a uštknutí může být nebezpečnější než od zmije obecné. Mezinárodní svaz ochrany přírody ji vede jako druh málo dotčený.

## Popis

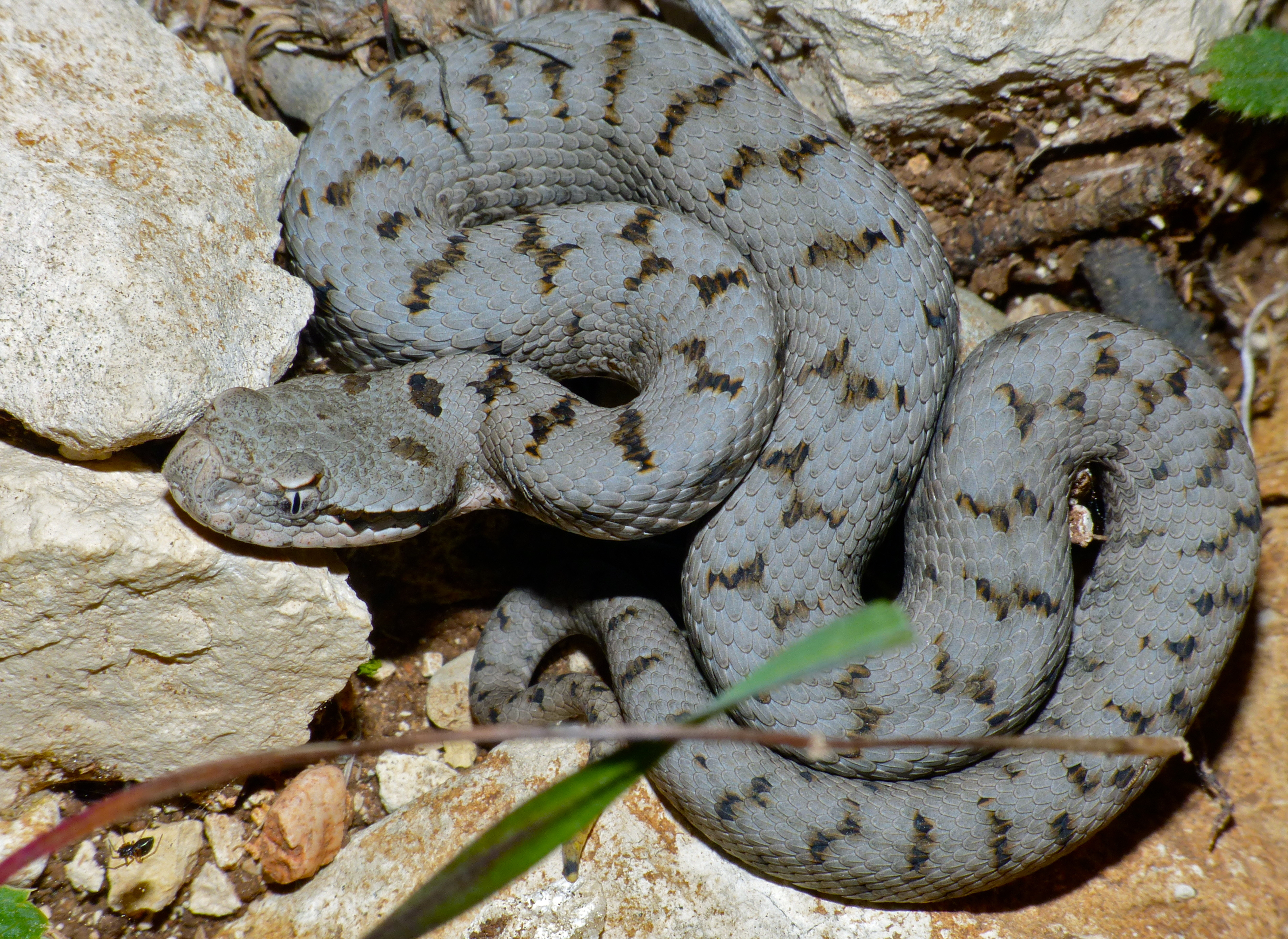
Mladý jedinec (Francie)

Zmije skvrnitá dosahuje podobných rozměrů jako zmije obecná. Měří většinou do 70 cm, výjimečně až okolo 80 či 90 cm. Jde o poměrně zavalitého hada s trojúhelníkovou hlavou. Konec nosu vytváří mírný vertikální výstupek (avšak ne tak zřetelný jako u zmije růžkaté či Latasteovy). Zbarvení je velmi variabilní. Základní barva se může pohybovat od světle šedé, šedožluté, olivové, hnědé, červenohnědé, oranžové nebo rezavě červené až po zcela černou (melaničtí jedinci jsou nicméně dosti vzácní). Na hřbetě bývá různě tvarovaná tmavá klikatá čára, která se ale u každého jedince liší. Mnohdy přechází do transverzálních pruhů či protáhlých skvrn. Zbarvení hlavy může být také variabilní, ale pro mnoho jedinců je typická tmavá kresba ve tvaru obráceného V na temeni.

## Rozšíření, biotop
Zmije skvrnitá žije v jihozápadní Evropě, konkrétně v severovýchodním Španělsku, na většině území Francie (kromě severní části a okolí Lvího zálivu), v malé části jihozápadního Německa (Schwarzwald), v západním a středním Švýcarsku, téměř v celé Itálii (včetně Sicílie, Elby a ostrova Montecristo) a v západním Slovinsku. Dříve žila i Bulharsku, ale zde již vyhynula.
Obývá místa až do výšky 3000 metrů nad mořem. Jako biotop preferuje suchá skalnatá místa, otevřené křovinaté a lesní oblasti, uzavřené lesy (v Itálii především kaštanové lesy), z kulturní krajiny jsou to živé ploty, kamenné zdi a pastviny. Nevyhýbá se ani vlhčím místům, především těm, kde rostou kapradiny, které ji pomáhají při maskování. Má ráda na jih obrácené svahy s dostatkem vegetace, kde může dle potřeby vyhledávat slunce i stín.

## Poddruhy

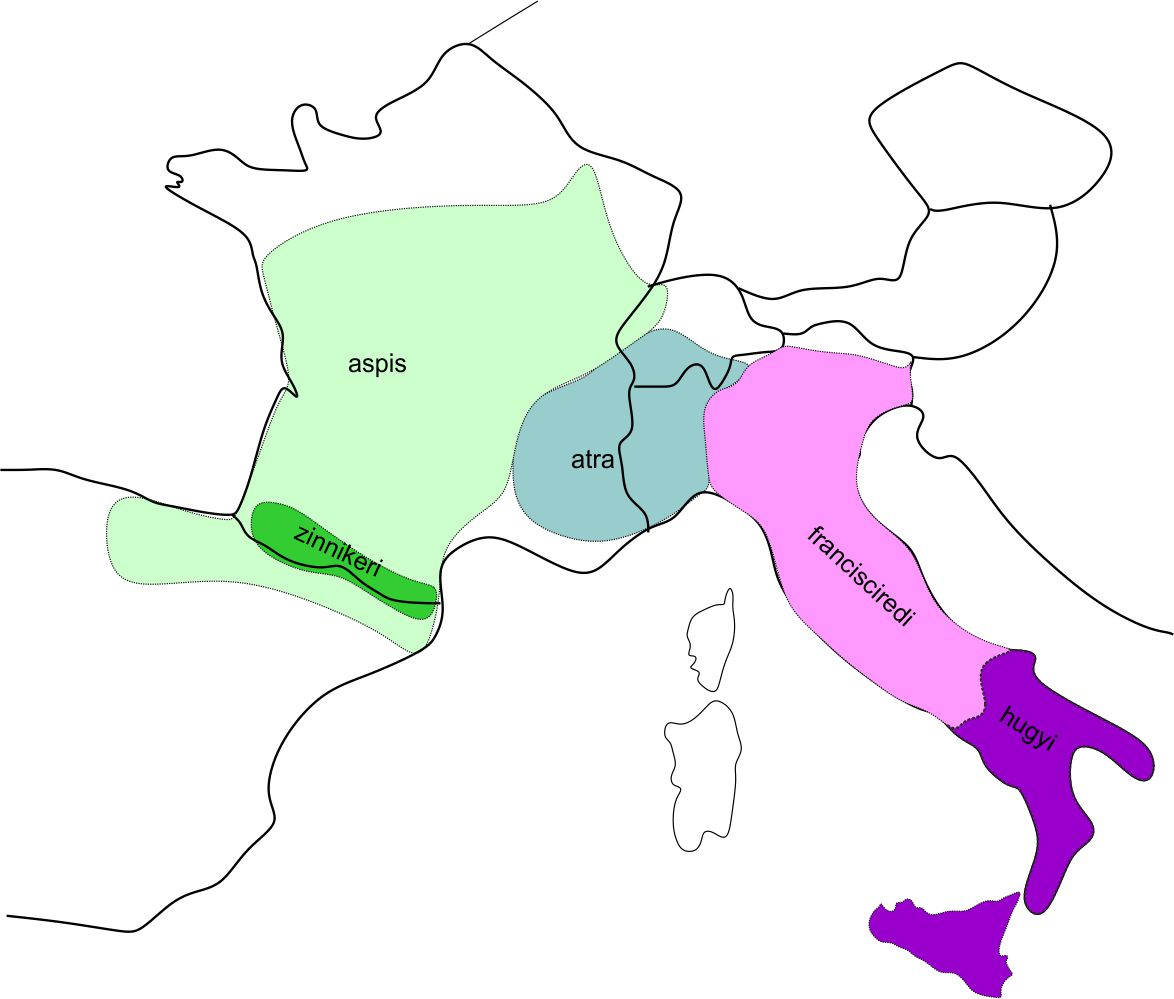
Mapa poddruhů

V současné době (2020) se rozlišuje 5 poddruhů této zmije. Jsou to:
- V. aspis aspis (Linnaeus 1758)
- V. aspis atra Meisner, 1820
- V. aspis francisciredi Laurenti, 1768
- V. aspis hugyi Schinz, 1834
- V. aspis zinnikeri Kramer, 1958

## Biologie

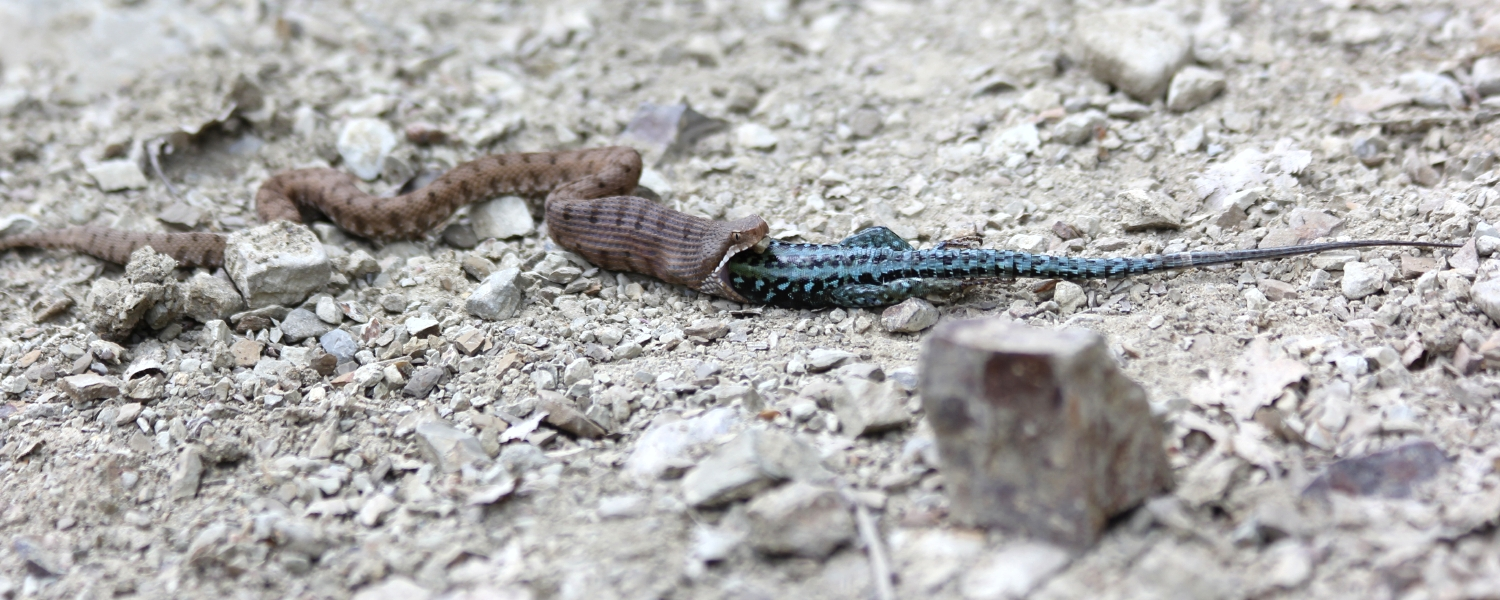
Mladý jedince požírající ještěrku (Itálie)

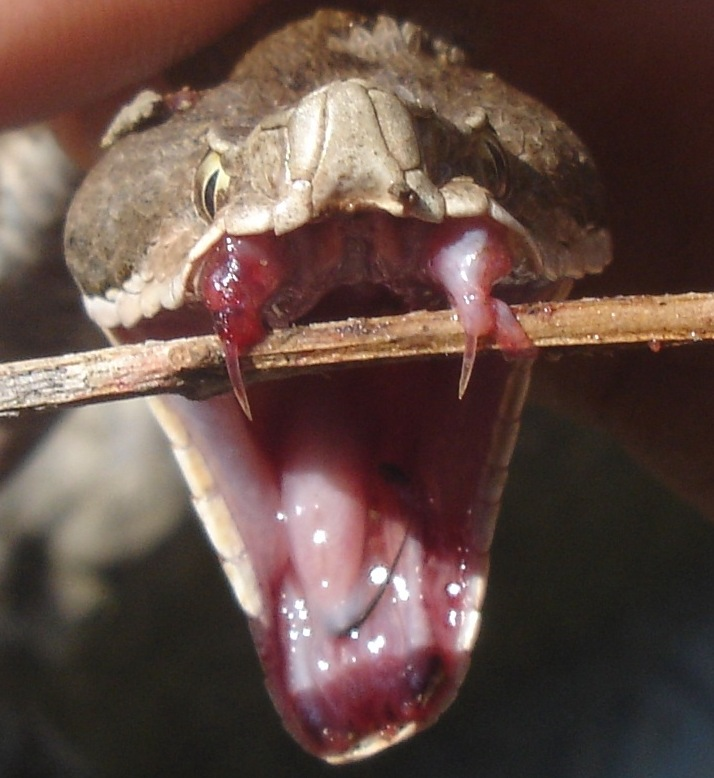
Otevřená tlama s jedovými zuby

Populace žijící v nižších nadmořských výškách bývají aktivní 7 až 8 nejteplejších měsíců v roce, alpinské populace 5 až 6 měsíců. Zbytek roku hibernují (říjen až březen). Hibernují obvykle několik až několik desítek centimetrů pod zemí, v různých dutinách a většinou osamoceně.
Zmije skvrnitá bývá aktivní kdykoliv během dne a v místech svého výskytu je poměrně hojná (například ve Španělsku v porovnání se zmijí Latasteovou). Zdá se být pomalá a neohrabaná, ale dokáže být překvapivě rychlá. Mladí jedinci loví především ještěrky a velmi malé savce, které aktivně vyhledávají. Dospělí jedinci přepadají svou kořist ze zálohy – často z nehybného čekání. Loví především menší hlodavce a rejskovité, případně malé ptáky a plazy (většinou ještěrky). Oběť kousnou a vypustí do ní jed, pak ji obvykle pustí (kromě ptáků) a umírající nebo již mrtvou ji vyhledají pomocí svých chemoreceptorů na jazyku. Kořist bývá mnohdy už i částečně natrávená, protože jed obsahuje silné hemotoxiny, které rozkládají krev a cévy.
K páření dochází mezi dubnem a květnem, tedy několik týdnů po skončení hibernace. Druh je živorodý (někdy se uvádí vejcoživorodý), samice rodí mláďata od srpna do září (někde už i koncem července). Je jich obvykle 6 až 12 a jsou okamžitě plně samostatná a vybavená jedem.

## Jed
Jed zmije skvrnité obsahuje především hemotoxiny a zřejmě i neurotoxiny. Jeho smrtelná dávka LD50 se udává okolo 1 mg/kg, případně 0,78 mg/kg (aplikováno intravenózně na myši). Zásoba jedu se pohybuje okolo 10 mg. Jiné zdroje udávají vyšší čísla u smrtelné dávky, tedy nižší jedovatost. Síla jedu a jeho složení se mohou významně lišit u jednotlivých poddruhů či populací zmije. Dospělí zdraví lidé by měli uštknutí snést bez zásadních komplikací, nicméně děti, staří a nemocní mohou mít vážný průběh.